# نادي بوتيف بلوفديف
نادي بوتيف المحترف لكرة القدم، ايشار إليه عادة باسم بوتيف بلوفديف (بالبلغارية: ПФК Ботев Пловдив)‏ أو ببساطة بوتيف (داخل المدينة المرتبطة به) و نادٍ بلغاري محترف لكرة القدم في بلوفديف، هو أقدم جمعية بلغارية لكرة القدم القائمة لحد الآن وبشكل مستمر. تأسس النادي في 12 آذار/مارس عام 1912 من قبل مجموعة من الطلبة في بلوفديف، الملعب الرسمي للنادي هو ستاد خريستو بوتيف، ويقع في حي سكني كوماتيفو وحاليا هو قيد الإنشاء. ينافس الفريق حاليا في الدوري البلغاري الممتاز في نظام الدوري البلغاري لكرة القدم ‏.
سمي النادي على اسم البطل القومي البلغاري خريستو بوتيف ‏.
خلال تاريخه، فاز النادي ببطولتين في الدوري البلغاري ‏، وثلاثة كؤوس بلغارية،وكأس السوبر البلغاري ‏ وكأس البلقان ‏. كما وصل بوتيف إلى ربع نهائي كأس الكؤوس الأووربية مرة واحدة. بالإضافة إلى ذلك، كان النادي وصيفًا في الدوري المحلي مرتين ووصل إلى نهائي كأس بلغاريا ثلاث عشرة مرة. في السنوات التي سبقت إنشاء البطولة البلغارية، شارك الفريق بانتظام في بطولة بلوفديف المحلية، متفوقا فيها ست مرات.

## التاريخ

### السنوات الأولى (1912–1950)
تأسس بوتيف بلوفديف عام 1912 وهو أقدم نادي كرة قدم موجود في بلغاريا. أصبح ستويان بوتيف رئيسًا، وكان نينكو بينيلوف نائبًا للرئيس، وبيتار ديليف سكرتيرًا، وتنيو روسيف مضيفًا. أطلق عليه روسيف اسم «بوتيف» تكريما للبطل الوطني البلغاري خريستو بوتيف. منذ ذلك الحين، تغير اسم النادي لأسباب سياسية عدة مرات: بوتيف (1912-1946)، DNV (1947-1951)، DNA (1952–57)، SKNA (1957)، بوتيف (1957-1968) وتراكيا ( 1968-1989). الاسم الحالي هو بوتيف بلوفديف. اعتمد الأصفر والأسود ألوانًا للنادي في عام 1917.
في عام 1920، فاز الفريق ببطولة كرة القدم غير الرسمية لبلوفديف. في 30 أغسطس 1925، لعب الكناري أول مباراة دولية رسمية لهم ضد فنربخشة التركي. في العام التالي، فاز الفريق بقيادة المدرب والقائد نيكولا شتيريف، بأول بطولة رسمية المتمثلة في كأس بلوفديف.
أصبح بوتيف بلوفديف بطل الدوري الوطني لأول مرة في عام 1929، وفاز بالنهائي ضد ليفسكي صوفيا. فاز الكناري بنتيجة 1: 0 في المباراة النهائية في صوفيا. وسجل نيكولا شتيريف الهدف الوحيد في المباراة. وكان من بين أبرز اللاعبين خلال هذه الفترة نيكولا شتيريف وستانشو برودانوف وفانجيل كاوندزييف وميهايل كوستوف، الذين لعبوا أيضًا مع المنتخب الوطني.

### سنوات 1950-1960
في عام 1951، انضم بوتيف بلوفديف إلى الدوري البلغاري الممتاز المنشأ حديثًا. على الرغم من هبوطه في عام 1953 إلى الدوري البلغاري بي بي إف جي، إلا أنه في عام 1954 استطاع النادي بسهولة الصعود إلى الدرجة الأولى. كان عام 1956 ناجحًا للغاية بالنسبة للفريق الذي احتل المركز الثالث في الدوري المحلي وتأهل لنهائي كأس بلغاريا حيث واجه بوتيف نادي ليفسكي صوفيا. خسر الكناري المباراة النهائية بنتيجة 2: 5.
في السنوات القليلة التالية، قررت البلدية المحلية بناء مقر جديد للنادي الرياضي. بدأ بناء المجمع الرياضي في 21 يوليو 1959 ودام البناء عامين. سُمي الملعب الجديد باسم خريستو بوتيف تكريما للبطل القومي. افتتح الملعب الرياضي بمباراة ودية بين بوتيف و ستيوا بوخارست، والتي فاز بها الكناري 3: 0 أمام 20000 متفرج.

### حقبة دينكو ديرميندزيف (1961-1980)
في عام 1961، احتل بوتيف المركز الثالث في الدوري البلغاري الممتاز وذلك للمرة الثانية في تاريخ النادي. وكانت هذه البطولة أيضًا أول ظهور لأهم لاعب في النادي، دينكو ديرميندزيف، وبداية العصر الذهبي لبوتيف. يحمل ديرميندزيف الرقم القياسي القياسي في في المشاركة مع بوتيف، حيث شارك في 447 مباراة مع النادي. الثاني هو فيدن أبوستولوف بـ 429 مباراة والثالث بيتار زيتنسكي بـ 351 مباراة. الهداف التاريخي لبوتيف هو أيضًا ديرميندزيف، الذي سجل 194 هدفًا في الفترة التي قضاها في النادي. كوستادين كوستادينوف هو ثاني أعلى هداف بوتيف مع 106 هدف والثالث هو أتاناس باشيف مع 100 هدف.
في 12 أغسطس 1962، فاز بوتيف تحت قيادة دينكو ديرميندزيف بأول كأس بلغارية بعد فوزه على نادي دوناف روس 3-0 في ملعب فاسيل ليفسكي الوطني في صوفيا. في موسم 1962-1963، وصل بوتيف إلى ربع نهائي كأس الكؤوس الأوروبية وذلك بفوزه على ستيوا بوخارست وشامروك روفرز قبل أن يخسر أمام أتلتيكو مدريد بنتيجة 1-5 في مجموع المباراتين. في نفس الموسم، أنهى الفريق المشوار في المركز الثاني في الدوري البلغاري الممتاز برصيد 40 نقطة، وذلك أقل بثلاث نقاط فقط من الأول، سبارتاك بلوفديف.
في عام 1967، أصبح بوتيف بطلاً للمرة الثانية. ضم فريق البطولة العديد من اللاعبين البارزين، مثل فيدين أبوستولوف و جورجي بوبوف و رايكو ستوينوف، مع فاسيل سباسوف مدربًا رئيسًا. مثل بوتيف بلغاريا في كأس أبطال أوروبا 1967-68 حيث خسر في الجولة الأولى أمام رابيد بوخارست بعد فوزه بنتيجة 2–0 في بلوفديف وخسارة مباراة العودة بـ 0-3 في رومانيا. بعد خمس سنوات، في عام 1972، فاز الفريق بكأس البلقان للمرة الأولى، حيث لعب ضد نادي فيليش موستاراليوغوسلافي بعد مباراتين نهائيتين رائعتين للفوز بالكأس.

### الفريق الذهبي (1981-1990)
في عام 1981، فاز مهاجم النادي جيورجي سلافكوف بأعلى إنجاز فردي للنادي، وهو الحذاء الذهبي الأوروبي بعد حصوله على لقب أفضل هدافي أوروبا برصيد 31 هدفًا. وفي العام نفسه، فاز الفريق بكأس بلغاريا للمرة الثانية، بعد فوزه على بيرين بلاغوفغراد ‏. كانت هذه الفترة ناجحة للغاية للنادي. حصل بوتيف على المركز الثالث في الدوري البلغاري الممتاز في أعوام 1981 و1983 و1985 و1987 و1988 والثاني في 1986. في هذا العام أنهى الفريق الموسم برصيد 41 نقطة، أي أقل بنقطتين فقط من الأول، نادي بيروي ستارا زاغورا، على الرغم من فوزه بنتيجة 8-1 على بيروي في المباراة المباشرة. شارك العديد من نجوم النادي في هذا الوقت، مثل أنتيم بيهليفانوف وديميتار فيتشيف وأتاناس بيشيف وديميتار ملادينوف وزابريان راكوف وبلاغوي بانجيف وبيتار زيتنسكي في صنع أمجاد وألقاب الفريق الذهبي.
كان أهم إنجاز في تلك الفترة هو مشاركته في كأس الكؤوس الأوروبية لعام 1985 حيث تأهل نادي بوتيف للدور الثاني من البطولة. حقق الفريق الفوز بنتيجة 2-0 على نادي بايرن ميونيخ الألماني القوي (المكون من كلاوس آوغنتالر ودايتر هونيب وسورين لربي ولوتار ماتيوس وجان ماري فاف). في 7 نوفمبر 1984، أمام أكثر من 45000 متفرج في ملعب بلوفديف، سجل أتاناس باشيف وكوستادين كوستادينوف هدفي للفوز، لكن الفريق أُقصي بعد خسارته لمباراة الذهاب بـ 1: 4. انتصار آخر لا يُنسى هو الفوز 1: 0 على أرضه على نادي برشلونة في ذهاب كأس الكؤوس الأوروبية عام 1981.

### عصر السماسرة (1991-1999)
في عام 1992، اشترت مجموعة من الوسطاء بقيادة خريستو ألكساندروف وهريستو دانوفا لنادي. حيث جلبوا لاعبين من ذوي الخبرة في كرة القدم البلغارية، مثل ناسكو سيراكوف وبوزيدار إسكرينوف وكوستادين فيدولوف وكوستدين فيدولوف وبوريسلاف ميكايلوف. في هذه الفترة وقع بوتيف مع أول لاعب أجنبي في تاريخ النادي، وهو المجري روبرتو زاباي. ومع ذلك، فإن هذه الاستثمارات الكبيرة لم تحقق أي نتائج مهمة وأقصى ما وصل له النادي المركز الثالث في الدوري البلغاري الممتاز في سنوات 1993 و 1994 و 1995.

### استحواذ خريستولوف، انهيار مالي داخلي (1999-2010)
في 19 مارس 1999، استحوذ ديميتار خريستولوف على بوتيف. شهد هذا اليوم بداية سنوات صعبة للنادي. في موسم 2000-01، هبط الفريق إلى الدرجة الثانية للمحترفين، بعد أن لعب 47 عامًا في الدوري البلغاري الممتاز. قضى بوتيف موسمًا واحدًا في الدرجة الثانية وسرعان ما عاد إلى دوري الدرجة الأولى، لكن في عام 2004 هبط النادي للمرة الثانية. من 2005 إلى 2009 لعب النادي في الدوري البلغاري الممتاز، لكن في الدرجة الثانية من جدول الدوري.
في سبتمبر 2009، سجل بوتيف بلوفديف رقماً قياسياً غير عادي بعد إشراكه لسبعة لاعبين إيطاليين في مباراة خارج أرضه أمام نادي ليتكس لوفتش والتي انتهت بخسارته بـ 1: 2، ليصبح أول نادي ممتاز يضم العديد من الأجانب من نفس الجنسية.
في 24 فبراير 2010، أقصي بوتيف بلوفديف إداريًا من الدوري البلغاري الممتاز بسبب صعوبات مالية. مُنح منافسو بوتيف انتصارًا افتراضيًا بنتيجة 3–0 خلال النصف الثاني من الموسم.

### 2010 إلى الوقت الحاضر
بعد الانهيار المالي في عام 2010، هبط بوتيف بلوفديف إلى المستوى الثالث لدوري كرة القدم البلغارية، الدرجة الخامسة للهواة لموسم 2010-11. أعيد بناء النادي بالكامل على المستوى الإداري، وساعد العديد من اللاعبين البلغاريين أصحاب الخبرة في الدوري الأول والدولي الفريق على العودة إلى المستوى الثالث، مثل المهاجم أتاناس كوردوف ولاعب الوسط تودور تيمونوف والقائد نيكولاي مانشيف وحارس المرمى أرمين أمبارتسوميان. فاز النادي بالدوري الإقليمي الثالث، وبالتالي صعد إلى المستوى الثاني لكرة القدم البلغارية.
عين الفريق بيتار خوبتشيف مدربًا جديدًا لموسم 2011-12، والذي كان لديه خبرة دولية سابقة كلاعب ومدير، خلفًا لكوستدين فيدولوف. ومع ذلك، أدى عدم وجود نتائج جيدة إلى إقالة خوبتشيف من منصبه في أكتوبر 2011. ثم توصل بوتيف بلوفديف إلى اتفاق مع المدرب الجديد - ميلين رادوكانوف، الذي لم يظهر أيضًا نتائج جيدة. لذلك، عاد كوستدين فيدولوف لقيادة النادي ونجح في الصعود إلى المستوى الأول لكرة القدم البلغارية، بعد فوزه 2-0 على سبورتيست سفوجي ‏ في مباراة السد.

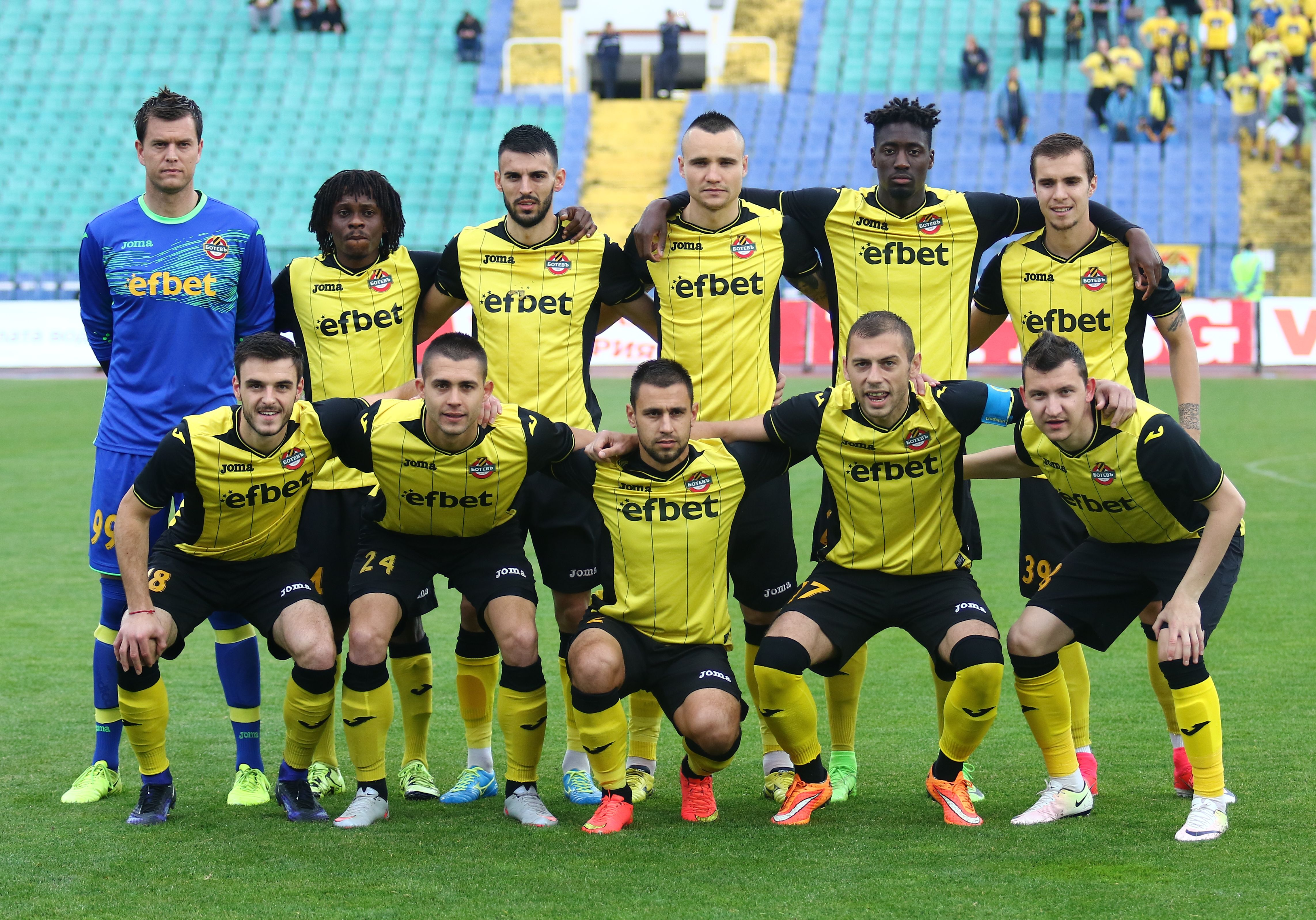
فريق بوتيف بلوفديف قبل نهائي كأس بلغاريا 2016-2017 ضد لودوجوريتس رازغراد

في موسم 2012-13، أظهر النادي أداءً جيدًا واحتل المركز الرابع. سُمح لبوتيف بلوفديف بالمشاركة في الدوري الأوروبي 2013–14، ليحل محل نادي سسكا صوفيا المتعثر ماليًا في ذلك الوقت، وهذا يمثل عودة الفريق إلى أوروبا بعد 18 عامًا من الغياب. وتغلب النادي على عدة نوادي أمثال نادي أستانا وزرينجسكي موستار، قبل أن يخرجه نادي شتوتغارت من الدور التمهيدي الثالث. في موسم 2013-14، احتل بوتيف بلوفديف المركز الرابع مرة أخرى ووصل أيضًا إلى نهائي كأس بلغاريا 2013-14، حيث خسر بـ 0-1 أمام نادي لودوغورتس رازغراد. واجه النادي نفس الخصوم في مباراة كأس السوبر البلغارية 2014، والتي خسرها بنتيجة 1–3. على الصعيد الأوروبي، شارك الفريق في الدوري الأوروبي 2014-15، حيث تمكن من إزاحة نادي ليبرتاس، قبل أن يخسر أمام نادي سانت بولتن. في المواسم التالية، حجز النادي مرارًا أماكن في منتصف جدول الترتيب.

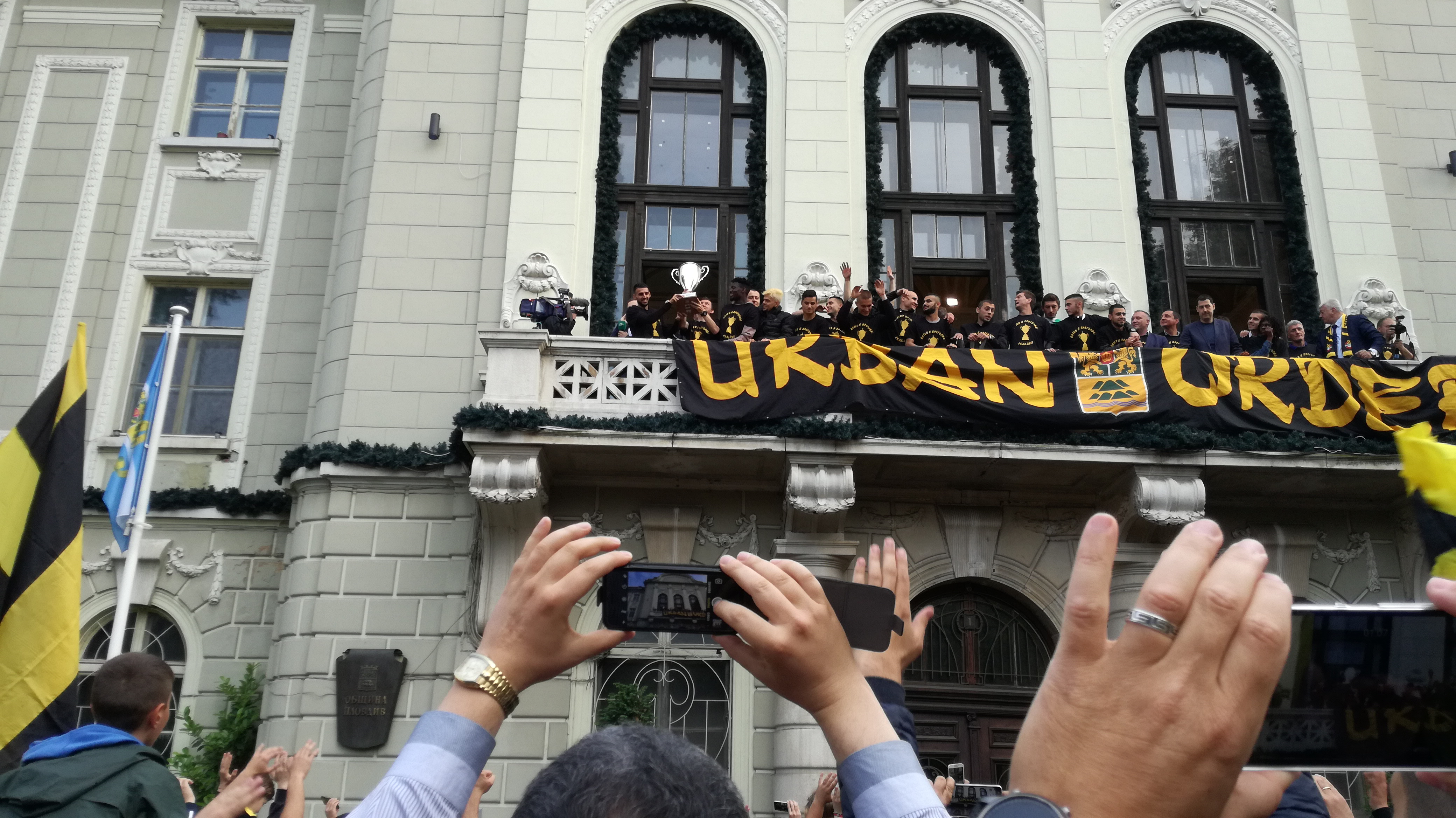
يحتفل بوتيف بلوفديف بفوزه بكأس بلغاريا 2016-2017، من شرفة قاعة المدينة

في 24 مايو 2017، فاز بوتيف بلوفديف بلقبه الثالث في الكأس البلغارية بفوزه 2-1 على لودوغورتس رازغراد، وبذلك حصل النادي على مكان في الدوري الأوروبي 2017–18، حيث التقى بنادي بارتيزاني تيرانا ونادي بيتار القدس، قبل أن يخسر أمام نادي ماريتيمو في الدور الثالث من التصفيات. في 9 أغسطس 2017، فاز النادي بأول لقب كأس سوبر بلغاريا، بفوزه على نادي لودوغورتس رازغراد بنتيجة 5-4 بركلات الترجيح، بعد التعادل 1-1 في الوقت الأصلي.

## السجل الأوروبي
| مسابقة                                 | S  | P  | W  | D  | L  | GF  | GA  | GD  |
| -------------------------------------- | -- | -- | -- | -- | -- | --- | --- | --- |
| كأس المعارض الأوروبية                  | 2  | 4  | 1  | 0  | 3  | 4   | 9   | - 5 |
| كأس البلقان                            | 2  | 10 | 4  | 1  | 5  | 25  | 25  | 0   |
| كأس الكؤوس / كأس الكؤوس الأوروبية      | 3  | 12 | 6  | 2  | 4  | 23  | 18  | + 5 |
| كأس إنترتوتو                           | 2  | 10 | 3  | 1  | 6  | 19  | 17  | + 2 |
| كأس أوروبا / دوري أبطال أوروبا         | 2  | 4  | 1  | 0  | 3  | 5   | 8   | - 3 |
| كأس الاتحاد الأوروبي / الدوري الأوروبي | 10 | 34 | 11 | 11 | 10 | 53  | 39  | +14 |
| مجموع                                  | 21 | 74 | 28 | 15 | 31 | 129 | 116 | +13 |

ترتيب الاتحاد الأوروبي لكرة القدم اعتبارًا من يونيو 2017
| مرتبة | النادي                  | Coeff |
| ----- | ----------------------- | ----- |
| 271   | ارميس اراديبو           | 4.710 |
| 272   | نادي بيروي ستارا زاغورا | 4.675 |
| 273   | بي إف سي بوتيف بلوفديف  | 4.675 |
| 274   | نادي أوليسوند           | 4.665 |
| 275   | نادي أولمبيا ليوبليانا  | 4.625 |

## لاعبون أجانب
يمكن للفرق البلغارية تسجيل ما يصل إلى خمسة لاعبين من غير ذوو جنسية الاتحاد الأوروبي، ولكن يمكن استخدام ثلاثة منهم فقط خلال أيام المباريات. يمكن للمواطنين من خارج الاتحاد الأوروبي من أصل أوروبي المطالبة بالجنسية من الدولة التي جاء منها أسلافهم. إذا لم يكن للفرد أصل أوروبي، يمكنه المطالبة بالجنسية البلغارية بعد اللعب في بلغاريا لمدة 5 سنوات.
| مواطنو الاتحاد الأوروبي - رضا ربيع - كيفن هوج جانسون | مواطنو الاتحاد الأوروبي (جنسية مزدوجة) - ميشيل اسبينوزا - سوس سيكارسكي - ساليف سيسي - با كوناتي | مواطنون من خارج الاتحاد الأوروبي - جوناثان - ماريو ملادينوفسكي - إيمانويل توكو |

## لاعب العام
| سنة     | الفائز             |
| ------- | ------------------ |
| 2010-11 | أتاناس كوردوف      |
| 2011-12 | ألكسندر ألكساندروف |
| 2012-13 | إيفان تسفيتكوف     |
| 2013-14 | آدم ستاتشويك       |
| 2014-15 | لاتشزار بالتانوف   |
| 2015–16 | لاتشزار بالتانوف   |
| 2016–17 | تودور نديليف       |
| 2017-18 | تودور نديليف       |
| 2018-19 | تودور نديليف       |

## وصلات خارجية
- Official web site